# صموئيل غرايسون ويلسون (محامي)
صموئيل غرايسون ويلسون (بالإنجليزية: Samuel Grayson Wilson)‏ هو قاضي ومحامي أمريكي، ولد في 1949 في نورفولك في الولايات المتحدة.